# Antagon TheaterAKTion
O Antagon TheaterAKTion é uma companhia teatral alemã, fundada em 1990 por Bernhard Bub como o "Teatro sobre Rodas" devido às suas apresentações nas ruas. O objetivo do Antagon TheaterAKTion é resgatar as raízes tradicionais do teatro, que foram esquecidas.

## Filosofia
Na Europa, o teatro de rua é cada vez mais sofisticado, devido à implementação de novas tecnologias que permitem a criação de melhores efeitos visuais e pirotecnia.
O Antagon TheaterAKTion usa esses novos recursos para lembrar às pessoas que a esperança de criar um mundo melhor não pode ser encontrada na tecnologia, mas no coração humano.
Para Antagon, teatro significa o processo que ocorre quando um grupo colabora em um projeto.
O Antagon TheaterAKTion trabalha com artistas internacionais, tentando despertar os sentidos dos espectadores usando suas vozes e corpos, por meio de acrobacias, música e improvisação.
A produção chamada Ginkgo tenta dizer aos espectadores que o ser humano pode florescer na adversidade. Seu enredo é sobre um grupo de seres humanos futuristas que lutam por sua sobrevivência e, em seu caminho, descobrem uma força que afirma o poder da vida. Isso é baseado em um evento que ocorreu após a bomba atômica ser lançada em Hiroshima, uma árvore chamada Ginkgo foi carbonizada, assim como tudo ao seu redor, mas milagrosamente brotou novamente. Esta árvore foi a inspiração para o diretor artístico Bernhard Bub para seu show.
O Antagon TheaterAKTion usa símbolos para transmitir sua ideologia sobre a vida.